# هولكت (بيدفوردشير)
هولكت (بالإنجليزية: Hulcote, Bedfordshire)‏ هي قرية تقع في المملكة المتحدة في شرق انجلترا.